# 豊沢ダム
豊沢ダム（とよさわダム）は、岩手県花巻市南豊沢国有林地先、一級河川・北上川水系豊沢川に建設されたダム。
農林省（現・農林水産省）東北農政局が建設したかんがい専用ダムで、完成後岩手県に移管され現在の管理機関は岩手県農林水産部農村建設課で、管理所は県南広域振興局北上農村整備センター豊沢ダム管理所である。堤高59.1mの重力式コンクリートダムで、豊沢川流域の農地を潤す役割を担っている。ダム湖は豊沢湖（とよさわこ）と呼ばれる。

## 沿革
古来より水不足に悩まされている北上川流域であるが、稗貫・和賀地区においても水不足による近隣郷村の水争いは絶えなかった。農民にとって安定したかんがい用水の供給は悲願であり、大正時代以降には灌漑用ダム建設促進農民運動が平賀千代吉らによって推進されていた。これに対し岩手県も1941年（昭和16年）に稗和地区の灌漑整備事業を計画したが太平洋戦争の為中止となった。
戦後、食糧増産を図るべく農林省は北上川水系の河川にかんがい専用ダムの建設を推進していた。山王海ダム（滝名川）・岩洞ダム（丹藤川）が既に着手されていたが、3番目に建設されたのがこの豊沢ダムである。ダムは花巻市内で北上川に合流する豊沢川の上流部に建設され、1961年（昭和36年）に完成した。下流にある豊沢川頭首工等と連携して花巻周辺の水田に農業用水を供給している。

## 豊沢湖
ダム湖は豊沢湖と呼ばれるが、ダム完成時に花巻温泉郷県立自然公園に指定された。ダムに向かうまでの豊沢川流域には花巻温泉郷と呼ばれる温泉群があり、川沿いに志戸平温泉・大沢温泉・鉛温泉・松倉温泉等がある。旅館・ホテル・スキー場等の観光施設が揃っている。

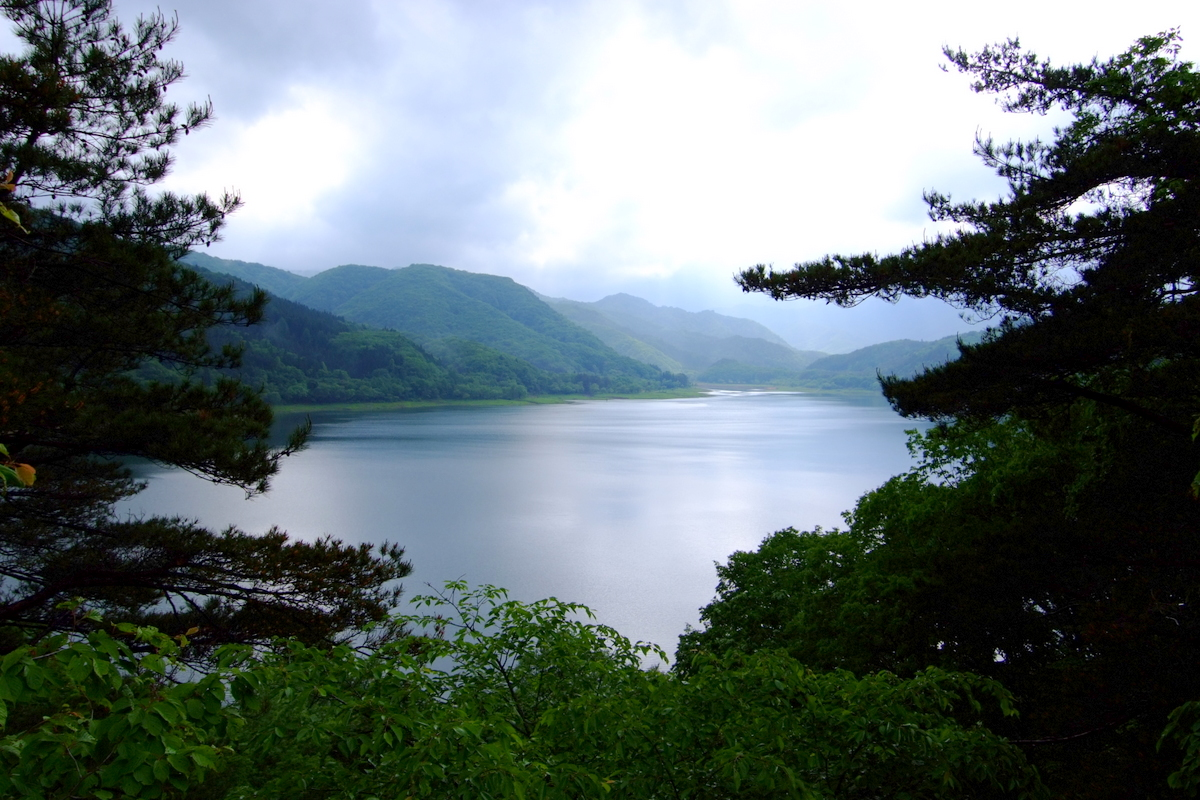
豊沢湖